# Černohorské královské divadlo
Černohorské královské divadlo (černohorsky oficiálně: Црногорско краљевско народно позориште, Crnogorsko kraljevsko narodno pozorište) je první profesionální divadlo v historii Černé Hory, které bylo založeno 16. května 1910, v pár měsíců před vyhlášením Černohorského království.
Stavba budovy královského divadla, Zetského domu, začala v roce 1884, rok po myšlence chorvatského architekta Josefa Sladeho vybudovat v Cetinje první velké divadlo. Stavební práce byly dokončeny roku 1888. Tohoto roku se zde odehrálo první představení a postupem času se činnost divadla zvýšila.
Důležitým mezníkem pro vývoj divadla byl rok 1910. Dne 16. května se zde odehrálo drama Balkanska Carica (Balkánská císařovna), jehož autorem byl černohorský kníže a později král Nikola I. Petrović-Njegoš. Prvním ředitelem divadla se stal Maso Petrović a hlavními herci byli profesoři cetinjského gymnázia.
V následujících letech zažilo černohorské královské divadlo prudký rozvoj. Zetský dům byl silně poničen během první světové války.
V polovině roku 1990 zahájilo divadlo opět svou intenzivní činnost ve spolupráci s významnými herci.
Divadlo má svůj vlastní orchestr, při významných událostech zde však hraje Černohorský symfonický orchestr.